# 2021年社交移民潮

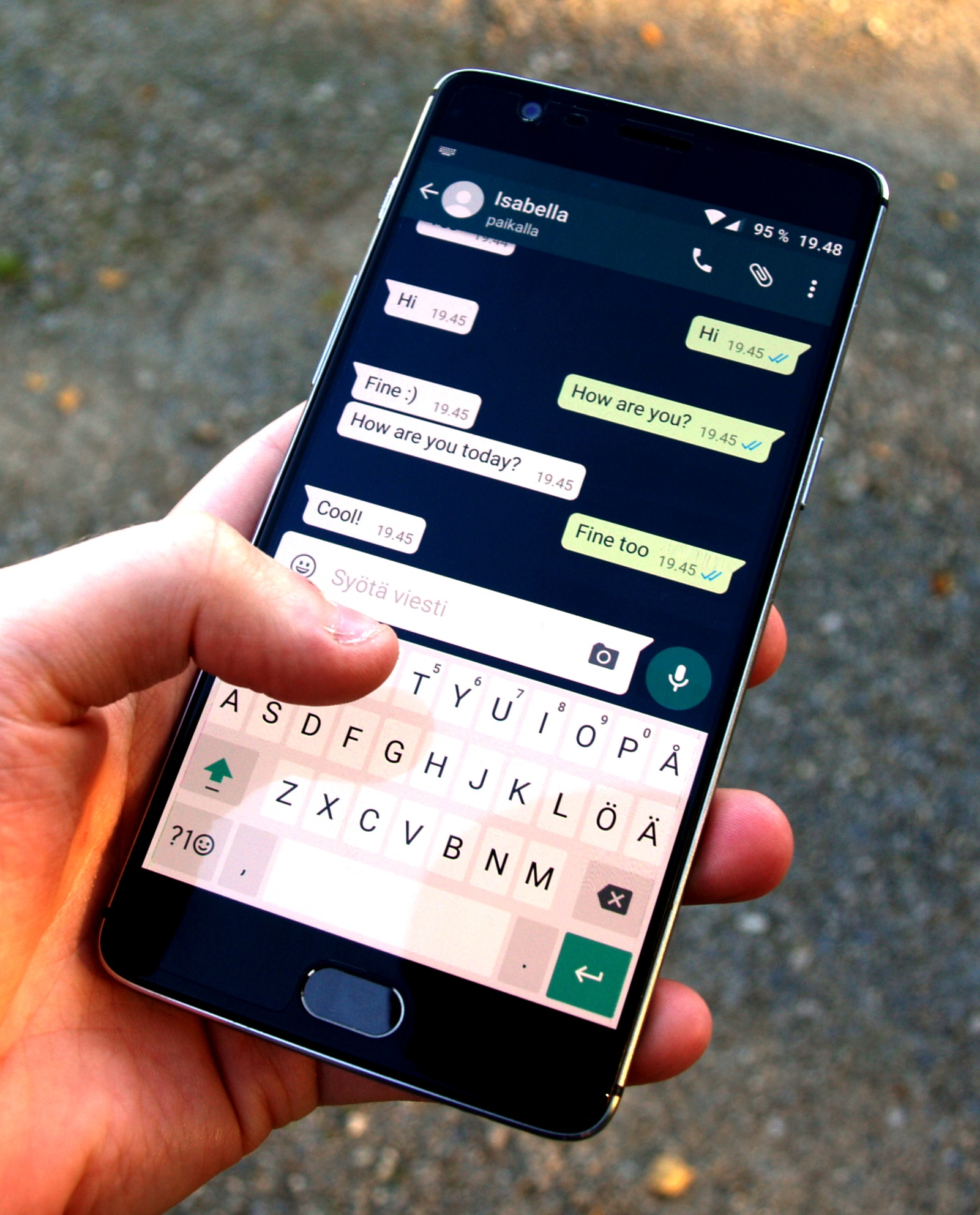
以WhatsApp傳送訊息

2021年社交移民潮，又稱Whatsapp更改私隱政策事件，是指WhatsApp於2021年1月7日更新私隱條款，強制用戶同意與Facebook分享用戶資料，新的私隱協定規定（除歐盟外）WhatsApp將在2021年2月8日與Facebook共用包括但不限IP位址，電話號碼等用戶數據。部分網民拒絕與WhatsApp分享數據，選擇放棄或轉用Facebook。這引發了「社交移民潮」，大量用戶轉投Signal、Telegram和MeWe等競爭應用，其中Signal的下載量比前一周激增40多倍，打破了該應用的歷史紀錄。

## 各界反應

### 香港
香港個人資料私隱專員於1月11日表示關注有關情況，呼籲用戶留意和小心考慮新條款；並呼籲WhatsApp向用戶解釋清楚新條款下的個人資料共享的安排、所涉及的個人資料及有關資料的使用，以及將考慮期延後，並考慮向未有選擇同意新條款的用戶提供繼續使用服務的可行方案。

## 外部連結
- WhatsApp Privacy Policy（页面存档备份，存于）
- WhatsApp delays privacy policy update after confusion, backlash（页面存档备份，存于）